# Amandine Kouakou
Pour les articles homonymes, voir Kouakou.
Adjoua Paule Amandine Kouakou, née le 17 août 1993 à Abengourou, est une joueuse ivoirienne de basket-ball évoluant au poste d'ailier fort.

## Carrière
Amandine Kouakou est titulaire d'un baccalauréat en gestion commerciale et étudie à l'université Félix-Houphouët-Boigny. Elle évolue en club à la Friend's Basketball Association.
Amandine Kouakou est sélectionnée pour la première fois en équipe nationale ivoirienne en 2015, dans le cadre des éliminatoires du championnat d'Afrique 2015, contre le Nigeria. Elle dispute ensuite les Jeux de la Francophonie de 2017 à Abidjan.
Elle participe aux championnats d'Afrique 2017 et 2019.